# Gabriel Rodriguez
Pour les articles homonymes, voir Rodriguez.
Gabriel Rodriguez, né le 26 mai 1976, est un dessinateur chilien, co-créateur avec Joe Hill du monde de Locke and Key,.

## Biographie
Il a été nommé aux Eisner Awards 2011 dans la catégorie « meilleur dessinateur/encreur » pour la série Locke and Key.
Gabriel Rodriguez a également illustré Seduth et Secret Show de Clive Barker, Beowulf, et Land of the Dead de George A. Romero, ainsi que plusieurs comics des Experts.

## Récompenses
- 2015 :  prix Eisner de la meilleure mini-série pour Little Nemo: Retour à Slumberland (avec Eric Shanower)
- 2015 :  prix Haxtur de la meilleure couverture pour Little Nemo : Retour à Slumberland